# (52463) 1995 GA8
1995 جي أي 8 (ويعرف أيضًا باسم (52463) 1995 جي أي 8 وفق تسمية الكوكب الصغير) (بالإنجليزية: 1995 GA8)‏ هو كويكب ضمن حزام الكويكبات؛ وترتيبه 52463 من حيث الاكتشاف.
اكتُشف هذا الجُرم الفلكي بواسطة Thomas J. Balonek ‏ في 6 أبريل 1995.

## وصلات خارجية
- (52463) 1995 GA8 في قاعدة بيانات مختبر الدفع النفاث لأجرام النظام الشمسي الصغيرة

- الاكتشاف · مخطط المدار ·  العناصر المدارية · المعلمات المادية

- (52463) 1995 GA8 على موقع ويكي سكاي: DSS2, SDSS, GALEX, IRAS, Hydrogen α, X-Ray, Astrophoto, Sky Map, Articles and images